# Manuel Santisteban Gimeno
Manel Santisteban Gimeno (Madrid, 1956) és un músic espanyol de jazz i autor de bandes sonores de pel·lícules i sèries de televisió. Germà petit d'Alfonso Santisteban.
Tot i que la seva formació era autodidacta, va estudiar piano i harmonia al Conservadori de Madrid amb Valentín Ruiz i Jean Luc Vallet. El 1975 va fundar el seu primer grup de jazz, Casaquemada Jazz, amb el que va participar en el Festival de Jazz de Sant Sebastià i al Festival de Jazz de Vitòria, on va fer jam sessions amb Lennie White (Return to Forever) i Larry Carlton (Jazz Crusaders). Durant la dècada del 1980 va col·laborar amb Juan Carlos Calderón, Jorge Pardo i Carles Benavent, i va realitzar bandes sonores per algunes pel·lícules, raó per la qual va rebre una de les medalles del Cercle d'Escriptors Cinematogràfics de 1983 a la millor música.
Posteriorment va adoptar el sintetitzador i col·labora amb nombrosos cantants pot espanyols, component cançons per a Tino Casal, Radio Futura, Orquesta Mondragón, Ana Belén, Olé Olé, Cómplices, Sergio y Estíbaliz, Los Amaya, Amancio Prada o Pedro Ruiz Céspedes. Fins i tot va formar el grup la Década Prodigiosa, amb el que va representar Espanya al Festival d'Eurovisió del 1988. Posteriorment treballaria amb José María Cano i dirigiria Hijo de la Luna amb Montserrat Caballé i l'English Chamber Orchestra a Londres.
El 1996 es va incorporar a la productora Globomedia d'Emilio Aragón Álvarez i ha compost la banda sonora de nombroses sèries de televisió emeses pel grup Atresmedia com Médico de familia, Los Serrano, Los hombres de Paco, Vis a vis o La casa de papel. Associat en els darrers anys al músic Iván Martínez Lacámara, el 2018 ambdós foren nominats als Camille Awards com a millor música original per a una sèrie de televisió.

## Bandes sonores
- Freddy el croupier (1983)
- La Hoz y el Martínez (1985)
- Médico de familia (1999)
- 7 vidas (2001-2006)
- Un paso adelante (2002)
- Los Serrano (2003)
- Los hombres de Paco (2005-2010)
- El barco (2006)
- Fuga de cerebros (2009)
- Tres metros sobre el cielo (2010)
- Vis a vis (sèrie) (2016)
- La casa de papel (2017)